# Dendropsophus bilobatus
Dendropsophus bilobatus — вид жаб родини райкових (Hylidae). Описаний у 2020 році.

## Поширення
Вид поширений в басейні річки Мадейра на заході Бразилії та, можливо, у прикордонних районах Болівії.

## Опис
Невелика жаба, завдовжки 18-20 мм. Ця жаба відрізняється від споріднених видів зеленим дволопатевим горловим мішком у самців і голосовим сигналом, що складається з однієї-чотирьох однофазних нот з частотою 8 979–9 606 Гц.

## Спосіб життя
Жаби розмножуються під час сезону дощів з листопада по березень у затоплених районах біля річок. Самці сигналізують з настанням сутінків, сидячи на гілках на висоті до двох метрів над землею.